# TEOPAD
TEOPAD est une solution logicielle, développée par Thales, permettant de gérer un parc de terminaux mobiles, leurs applications et données, et la sécurité des informations professionnelles pour les smartphones et les tablettes tactiles.

## Historique
À l'issue d'un projet présenté en 2008, la solution TEOPAD a été lancée commercialement en octobre 2011 pour répondre à des besoins de protection des données professionnelles pour les entreprises et administrations.
En 2014, l'application TEOPAD est installée sur les équipements des employés du ministère de la Défense et de l'entreprise Vinci

## Mobilité d'entreprise

### Principes de la gestion de mobilité d'entreprise
TEOPAD est une solution de gestion de mobilité d'entreprise, qui combine la gestion des terminaux mobiles, la gestion d'applications et la gestion des contenus.
L'environnement professionnel fourni en standard à l'utilisateur inclut toutes les applications nécessaires à une activité de type bureautique : téléphonie (VoIP), SMS, mail, contacts, agenda, éditeurs de documents, navigation internet, appareil photo, dictaphone... Grâce à la technologie de conteneur utilisée, une application existante particulière (clients ERP, applications de maintenance…) peut également être intégrée à l'environnement professionnel sans être redéveloppée ou modifiée. Les contenus stockés sur le téléphone peuvent également être synchronisés avec le système d'information de l'entreprise.

### Dualité d'environnements
TEOPAD permet à l'utilisateur de disposer de deux environnements distincts sur son terminal : professionnel, dont les fonctions sont maîtrisées par l'administrateur de la solution, et personnel, dont l'utilisateur garde la maîtrise. L'utilisateur et son entreprise bénéficient d'une séparation claire entre les sphères privées et professionnelles,, avec deux téléphones (GSM / VoIP), deux clients mail, deux systèmes de fichiers, deux applications de prise de photos… Cette fonction permet la pratique du Bring your own device (BYOD).

## Sécurité

### Principes
TEOPAD diminue les risques d'intrusion dans le système d'information de l'entreprise et la fuite de données,.
La solution est basée sur une technologie de conteneur. Le terminal et le système d'informations s'authentifient mutuellement par certificats avant toute communication. Les données sont protégées par chiffrement, en communication par tunnels TLS et IPsec entre le terminal et le SI, et en stockage en Advanced Encryption Standard (AES256) sur le terminal.
L'échange de données est impossible sur le terminal entre les deux environnements personnel et professionnel. En cas d'installation par l'utilisateur d'une application douteuse côté personnel, ou de réception d'un MMS infecté, le malware n'a pas accès à l'environnement professionnel, et ne peut pas se propager au système d'information. De même, les informations professionnelles étant chiffrées dans l'environnement professionnel, elle ne peuvent être extraites vers l'environnement personnel.
Les communications professionnelles sont chiffrées (voix VoIP, SMS, mails, data, ...) et rendent les écoutes du réseau mobile inopérantes.

### Niveaux
Le conteneur peut être installé sur un terminal quelconque, du marché.

### Certifications et labels
Les certifications sont délivrées par l'Agence nationale de la sécurité des systèmes d'information (ANSSI), directement rattachée aux services du Premier ministre.
En juin 2013, la solution TEOPAD a reçu une certification élémentaire pour le niveau CSPN (Certification de Sécurité de Premier Niveau),, à la suite des travaux d'évaluation menés par le CESTI (Centre d'évaluation de la sécurité des technologies de l'information) Amossys,.
TEOPAD a également été labellisé par l'industrie comme solution française de sécurité,.

## Pour approfondir